# María Cambrils
María Cambrils Sendra (Valência (O Cabañal), 1878 - Colo, 22 de Dezembro de 1939) foi uma escritora e feminista espanhola. Era autodidacta e chegou a fazer parte da elite intelectual operária como articulista e oradora. Publicou numerosos artigos na imprensa operária, especialmente O Socialista. É autora do livro Feminismo socialista (1925) um referente sobre os direitos das mulheres e a acção feminista e socialista.

## Biografia
Era filha de operário e mãe analfabeta emigrados desde Colo (Alicante) a Valência onde viveu a maior parte da sua vida. Casou-se provavelmente muito jovem com José Martínez Dols. À morte deste a investigação sobre sua vida indica que residiu num convento sem identificar e que inclusive pode ter sido freira durante uma temporada depois de enviuvar. Nos seus textos recorda sua "vida conventual" e demonstra o manejo de textos religiosos com solvência, no entanto não se localizaram dados precisos. Também não se conhecem detalhes de como se produziu a viragem da sua vida quando desde a década dos anos dez conheceu ao que foi seu colega José Alarcón Ferreiro, antigo líder anarquista nascido em Jumilla e membro do Partido Socialista Operário Espanhol (PSOE) como ela.
Nos seus textos explica o que foram as leituras e palestras com uma vizinha em Valência as que lhe abriram os olhos para a doutrina da redenção proletária e o papel que as mulheres tinham de ter nela.
Entre 1924 e 1933 escreveu centenas de artigos na imprensa operária, principalmente no Socialista, médio no que praticamente foi a única mulher que colaborava com assiduidade, publicando seus artigos junto às assinaturas do próprio fundador  Pablo Iglesias Julian Besteiro, Andrés Saborit, Indalecio Prieto ou Longo Caballero.
Também colaborou com O Povo, O operário de Elche, Revista Popular, O Operário Balear, O Popular, Mundo Operário e a A Voz do Trabalho.
Com frequência, os seus textos giravam em torno da situação das mulheres e a necessidade da acção feminista, também dentro do seu partido, cujos militantes criticavam com frequência por não ser o suficientemente activos pela libertação das suas colegas.
Em 1925 publicou em Valência o livro Feminismo Socialista, prologado por Clara Campoamor, texto com grande repercussão que as historiadoras consideram fundamental na evolução do feminismo de esquerdas, e uma das primeiras obras publicadas em castelhano sobre a íntima relação entre ambos conceitos, onde trata de um feminismo de classe comprometido com a época da Espanha do primeiro terço do século XX. Uma modesta edição sufragada por ela mesma, dedicada a Pablo Iglesias Posse, a quem se referia como “venerável maestro”, e cuja arrecadação destinava à tipografia própria do Socialista. "Todo o homem que adquira e leia este livro deverá facilitar sua leitura às mulheres de sua família e das suas amizades, pois com isso contribuirá à difusão dos princípios que convém conhecer a mulher para bem das liberdades cidadãs"  apontava-se na introdução.
O livro foi reeditado em 1992 pela Associação Clara Campoamor, de Bilbao.
Em 1933, por razões de saúde mudou-se com José Alarcón paraa Colo, onde este foi vereador e secretário geral do Agrupamento Socialista; director da UGT e membro da Junta de Administração da Casa do Povo desde 1933 a 1939. Ao finalizar a guerra civil, reconheceu que não tinha atribuídos delitos de sangue, Alarcón foi fuzilado em Alicante junto a Aquilino Barrachina e outros socialistas de Colo o 11 de Abril de 1940. María Cambrils atendida pelas suas sobrinhas durante uma doença enquanto Alarcón estava no cárcere, faleceu o 22 de Dezembro de 1939. Foi sepultada sem nome e sem lápida.

### Uma história ignorada durante anos
O conhecimento dos aspectos biográficos de María Cambrils é recente. A única fotografia que se conhece dela, incluída nesta resenha foi publicada pela primeira vez em 2004 por Elvira Cambrils. Inclusive, segundo conta a jornalista Rosa Solbes, em alguns meios chegou-se a pensar que María Cambrils era o pseudónimo de um homem, até que se conseguiram depoimentos de sobreviventes que ofereceram dados concretos da autora, como o veterano cenetista Leonardo Herández ou Juan Bautista Pons guarda de assalto durante a Segunda República.
Em Abril de 2015 a Universidade de Valência publicou um estudo intitulada María Cambrils, o acordar do feminismo socialista, na que se recolhe a sua biografia, o seu livro Feminismo Socialista e mais de uma centena de artigos publicados entre 1924 e 1933 no Socialista, O Operário Balear, O Povo, Revista Popular... O trabalho foi realizado pela jornalista Rosa Solbes, a historiadora Ana Aguado e o bibliotecário Joan Manuel Almela com prólogo é de Carmen Alborch.

### Feminismo socialista
María Cambrils representou um ponto de inflexão chave na formulação das propostas igualitárias e feministas no seio do socialismo do primeiro terço do século XX em Espanha, segundo pesquisadores da Universidade de Valência que em 2015 recuperou no livro María Cambrils, o acordar do feminismo socialista seu trabalho e a sua biografia.
Inspirada por August Bebel Cambrils escreveu: "as mulheres operárias não podem esquecer que a única força política de solvência moral francamente defensora do feminismo é o socialismo" e definiu a sua obra como "argumento contra a injustiça, a opressão, o casal eterno e as violências com as enfermidades do coração.
Nos seus textos defende a imprescindível vinculação do socialismo com o feminismo e questiona o papel da igreja uma instituição que, considera, nada conservadora do espírito compassivo do defensor dos mais débeis. São também temas habituais o voto feminino, o ensino, a maternidade, a investigação da paternidade, o feudalismo agrícola, o anti feminismo disfarçado, o divórcio, os avanços e os problemas das mulheres noutros lugares do mundo e a organização feminina. Também se enfrenta à misoginia operária, reprocessa o que muitos de seus colegas não se tenham preocupado pela igualdade e a formação de seus casais e filhas e denuncia o que não lutem pelo sufrágio. "A mulher moderna -escreve- aspira a comparticipação do direito, não a impor-se, como sustentam caprichosamente os inimigos do feminismo. Não queremos piedade sem justiça".

## Reconhecimentos
Ao início da transição espanhola, em 1976 um grupo de economistas socialistas em Valência do que faziam parte entre outros Ernest Lluch e Dolors Bramon adoptou o nome de María Cambrils. Escreveram vários artigos no semanário Dois e Dois sobre a mulher no contexto económico da época e a necessária simultaneidade do feminismo e o socialismo.
Em Bilbao o Centro de Informação, Infância, Juventude e a Mulher de Euskadi leva seu nome.
A exposição "100 mulheres espanholas que abriram o caminho à igualdade" organizada pelo Instituto da Mulher de Espanha lhe dedicou uma referência na que tinha pouca informação para além da capa de seu livro.
Em Janeiro de 2016 o Conselho pela mulher e pela igualdade da Prefeitura de Valência incluiu o nome de María Cambrils na listagem de nomes para incorporar às ruas da cidade recuperando a história das mulheres.

## Obra
- Feminismo Socialista (1925) Valencia, Tipografía As Artes
- As Socialista Colaborações e artigos (1925-26)